# 熊本電気鉄道モハ1形電車
熊本電気鉄道モハ1形電車（くまもとでんきてつどうモハ1がたでんしゃ）は熊本電気鉄道（熊電）で使用された電車の一形式である。

## 概要
1923年（大正12年）、当時の菊池軌道が電化・改軌されるのにあわせて日本車輌で製造された電車である。車体は木造、前面三枚窓、屋根は二重屋根で、両端に開放式の出入台を備え、出入台の間に10枚の窓を設けていた。台車は米国ブリル社製造の二軸ボギー台車で高床式であった。
1944年（昭和19年）、モハ1 - 4は田中車輛で新製された車体に載せ替えられた。新車体は同時期に新製したモハ51 - 54と同形で、木造、前面三枚窓で切妻、屋根は丸屋根で、両端にドアを備え、ドアの間に10枚の窓を設けていた。車体載せ替えと同時にモハ1 - 4の電装品は51 - 54に転用され、モハ5・6の電装品をモハ1・2に転用し、3・4は客車となり、番号はモハ1 - 4 → モハ55・モハ56・ホハ57・ホハ58となった。5・6も車体を載せ替える予定であったが戦時下の資材不足により実現せず、車体はそのままで客車となり、ホハ59・60に改番されている。
1945年（昭和20年）の熊本大空襲で58が焼失し、同車と改造されなかった59・60は1948年（昭和23年）までに廃車となった。残る3両はその後も使用され、55・56は1957年（昭和32年）に運転台・電装品を取り外して客車に改造され、ホハ58・59となった。
1977年（昭和52年）3月、2両固定編成の500形の導入に伴い廃車となっている。

## 諸元
- 車体 - 日本車輌
- 台車 - ブリル76E
- 制御器 - GE製
- 金額 - 33,350円（当時）
- 電動機 - 出力50hp×4 GE製
- 電圧 - 直流600ボルト
- 歯車比 - 15:69
- 定員 - 座席30人、立席26人
- 寸法（全長×全幅×全高）11,887mm×2,286mm×3,734mm
- 自重 - 11.5トン